# Pierre Soulages
Pierre Soulages (Rodez, Aveyron; 24 de diciembre de 1919-Nimes, 25 de octubre de 2022) fue un pintor, grabador y escultor francés, representante del tachismo. Fue reconocido como «el pintor del negro» por el uso de este color en sus obras abstractas.

## Biografía
Desde su infancia se sintió atraído por el diseño, el arte romano y las pinturas rupestres.
Antes de la Segunda Guerra Mundial, ya había recorrido los museos de París buscando su vocación, y después del servicio militar en tiempo de guerra, abrió su estudio en la capital francesa, celebrando su primera exposición en el Salón de los Independientes de 1947. También trabajó como escenógrafo.
En 1979 fue nombrado miembro honorario extranjero de la Academia Estadounidense de las Artes y las Letras. En 1992 fue galardonado con el Praemium Imperiale. Desde 1987 hasta 1994, produjo 104 vidrieras para la Iglesia abacial de Sainte Foy de Conques (Aveyron, Francia).
Es el primer artista vivo al que se invitó a exponer en el Museo estatal del Ermitage en San Petersburgo, y luego en la Galería Tretiakov de Moscú en 2001. En 2006, una composición suya de 1959 se vendió por un millón doscientos mil euros en Sotheby's. En 2007, el Museo Fabre de Montpellier le dedicó una sala, presentando la donación que hizo a la ciudad. Esta donación incluye veinte cuadros desde 1951 hasta 2006, entre los que hay obras principales de los años 1960, dos grandes obras de los años 1970 y varios polípticos de gran tamaño.
Fue llamado «el pintor del negro» debido a su interés en el color («Al mismo tiempo es un color y un no-color. Cuando la luz se refleja en el negro, lo transforma y transmuta. Abre un campo mental propio»). Ve en la luz una materia con la que trabajar; estriando la superficie negra de sus cuadros le permite hacer que la luz se refleje, permitiendo que salga el negro de la oscuridad hacia la luz, convirtiéndose entonces en un color luminoso.
En su ciudad natal, existe un museo que lleva su nombre, constituido por la donación del artista con quinientas de sus obras.